# Futsal Cartagena
El Futsal Cartagena, conocido actualmente por motivos de patrocinio como Jimbee Cartagena, es un equipo español de fútbol sala situado en Cartagena, España.
El club fue fundado en 1993. Actualmente el equipo compite en la Primera División. Su anterior mejor temporada fue la 2005/06, en la que el club se proclamó subcampeón de la LNFS, perdiendo la final frente a ElPozo Murcia. Esta temporada 2023-24 ha sido la mejor de su historia al proclamarse campeón de la Copa Presidente FFRM por 4ª vez y conquistando su 1° título nacional, la Supercopa de España de fútbol sala derrotando al FC Barcelona por 2 a 1 en la Final. Además fue finalista de la Copa del Rey de fútbol sala. El 23 de junio de 2024, el equipo consiguió su segundo título nacional proclamándose campeón de liga de Primera División de fútbol sala tras vencer a ElPozo Murcia en la final. El conjunto cartagenero venció en el Palacio de Deportes de Cartagena ganó 5 a 2 en el cuarto partido tras haber ganado 1-2 los dos primeros encuentros en Palacio de Deportes de Murcia y caer 3 a 3 (2-4 en penaltis) en el primer partido de la eliminatoria que se jugaba en Cartagena.

## Historia

### Fundación, ascensos y primeros años en la máxima categoría (1993-2003)
Las primeras referencias al "Fútbol Sala Cartagena" datan de 1988, un año antes de la creación de la Liga Nacional de Fútbol Sala. En estos primeros años, en la ciudad convivieron dos clubes compitiendo en categorías inferiores oficiales: El club "Carthago 91" y el propio "Fútbol Sala Cartagena". Pero no sería hasta 1993 cuando Antonio Mínguez y Ginesa Sáez consiguieron unificar los equipos en uno sólo para representar a Cartagena oficialmente en la liga como Mínguez y Sáez Cartagena Fútbol Sala.
Bajo esta denominación, en apenas dos años logró el ascenso a la División de Plata en la que, tras una primera temporada, pronto empezó a buscar el ascenso a la máxima categoría. En la temporada 1996/97 no pudo subir, al caer en el último partido ante Jaén Fútbol Sala, pero la temporada siguiente el Mínguez Sáez fue campeón de grupo y ascendió a División de Honor, al batir al F.S. Móstoles.

En su debut en la Liga Nacional de Fútbol Sala Cartagena certificó la permanencia, y al año siguiente finaliza en novena posición, quedándose a las puertas de los playoff por el título. En el año 2000 el club cambió de patrocinador y se convirtió en GMI FS Cartagena durante dos temporadas, en las que se siguió luchando sin éxito por entrar entre los mejores. Cuando la empresa rompió su patrocinio Cartagena estuvo a punto de desaparecer, pero en el último momento el Centro Médico Virgen de la Caridad se convirtió en su esponsor. El club se mantuvo en División de Honor en la fase de permanencia ante el Levitt Las Rozas, tras perder una primera eliminatoria ante el UD Guadalajara FS.

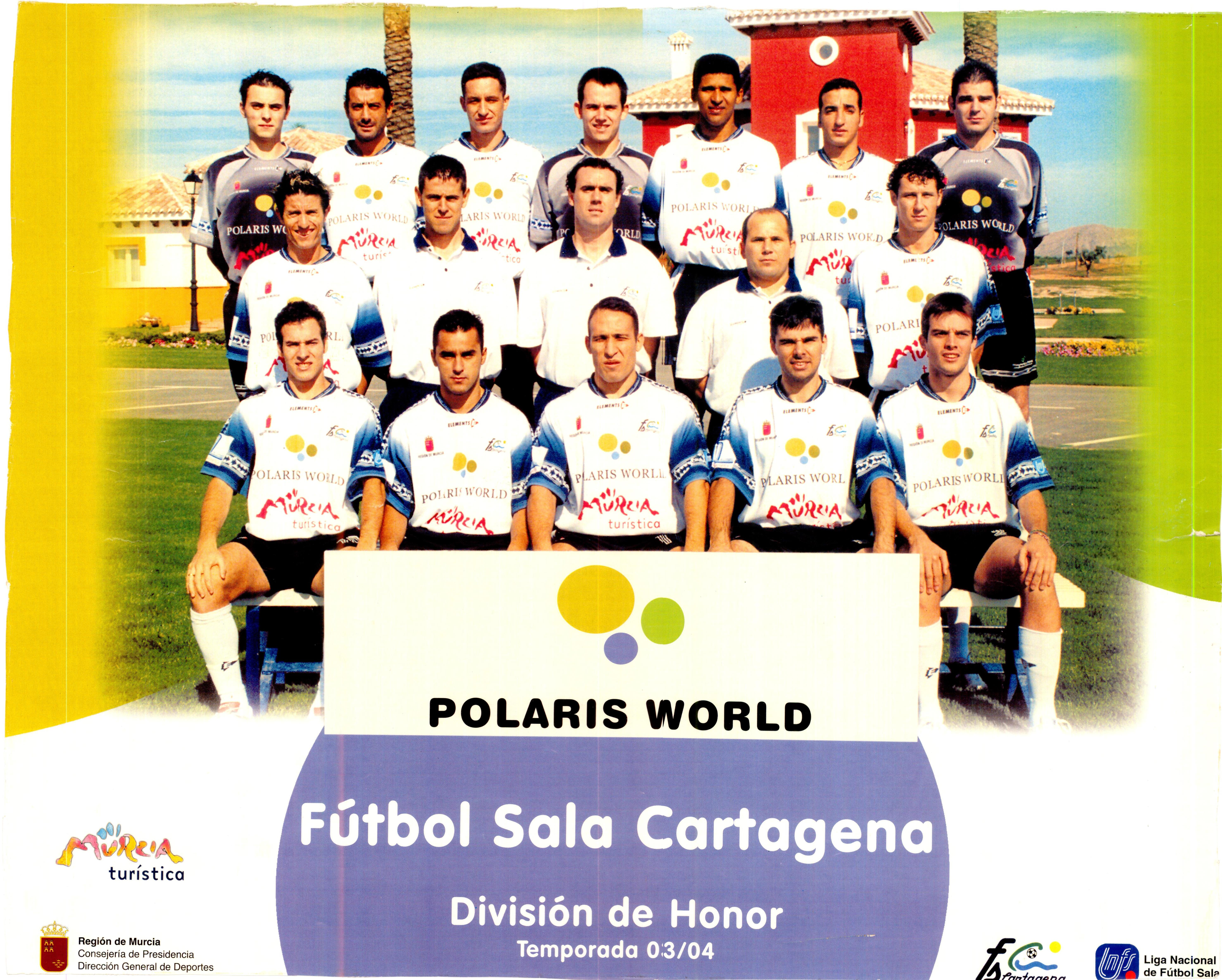
Polaris Word FS Cartagena Temporada 2003-2004

### Polaris World FS Cartagena (2003-2007)
En el año 2003/04, la promotora inmobiliaria Polaris World se convirtió en el patrocinador del Cartagena, bajo la presidencia de Salvador Hernández. El nuevo esponsor invirtió mucho dinero en jugadores como Manoel Tobías, considerado entonces como la estrella de la selección brasileña, y otras figuras como Indio y el entrenador Sito Rivera. El equipo se clasificó para playoff en quinta posición, y llegó hasta las semifinales. Una temporada después, el club finalizó cuarto la fase regular y corrió la misma suerte en el playoff, pese a las contrataciones de Marcelo, Jordi Sánchez, Javier Orol, Jordi Torras y el brasileño Leandro Simi.
Polaris World realizó su mejor temporada en 2005/06, al finalizar tercero la fase regular. En el playoff por el título, Cartagena superó a Playas de Castellón FS y Boomerang Interviú y llegó a la final por el campeonato, donde cayó ante ElPozo Murcia. Esa temporada destacaron las incorporaciones de los brasileños Lenísio Teixeira Júnior (Lenísio) y Balo, ambos son los fichajes más caros de la historia del futsal hasta el momento, ambos a través de la cláusula de rescisión 696.000 y 580.000 euros,respectivamente, IVA incluido, procedentes de ElPozo. La temporada 2006/2007 se inició con fichajes como el de Ciço y el club finalizó segundo en la liga regular, pero cayó en semifinales por el título. Tras esta temporada, la inmobiliaria pachequera anunció el 12 de junio de 2007 retiraría su patrocinio a causa de la falta de resultados.

### Últimos años en División de Honor y descenso (2007-2012)
Tras la retirada de Polaris World como patrocinador después de 4 años, la entidad rescindió el contrato de todos sus jugadores, y el equipo estuvo a punto de desaparecer. Sin embargo, su primer presidente y fundador, Antonio Mínguez, regresó al cargo y el club buscó de forma desesperada un patrocinador. Meses después, la empresa Muebles Tuco se convirtió en esponsor, y el club tuvo que rehacerse por completo con jugadores como Jordi Gay y Marcelo Serpa. Con menos dinero que en anteriores ocasiones, el equipo finalizó en duodécimo lugar y la empresa de muebles retiró su patrocinio al final de la temporada 2007/08. 
De nuevo sin apoyos económicos, la constructora Peinsa firmó un acuerdo de patrocinio en verano de 2008. Pero a mediados de la temporada 2008/09, Peinsa suspendió pagos y no afrontó sus compromisos económicos, por lo que la plantilla no podía cobrar sus nóminas. Al final, en febrero de 2009 el Centro Médico Virgen de la Caridad volvió a convertirse en patrocinador hasta final de temporada. Pese a las dificultades, Cartagena certificó la permanencia.
A partir de la temporada 2009/10, Cartagena estuvo patrocinado por la aseguradora Reale Seguros, por lo que la entidad cambió su nombre por Reale Futsal Cartagena. En este tiempo destacaron los jugadores Sergio Lozano  y Fabián Robledo, convocados por la Selección de fútbol sala de España. En su primera temporada, el equipo comenzaría la temporada con muy buenos resultados que le valieron para clasificarse para la Copa de España, sin embargo, el equipo bajaría el nivel y no se clasificaría para el playoff. En la siguiente temporada, pese a estar en puestos de descenso durante varias jornadas, el club consiguió su salvación en Honor en el último partido de la liga regular, disputado fuera de casa frente al Playas de Castellón.
La temporada 2011/12 fue especialmente convulsa. A los problemas económicos que acompañaban al equipo tras la marcha de Polaris World se unieron problemas deportivos. Tras una mala primera vuelta en la que se situó colista, el equipo, con varios fichajes, mejoró su rendimiento. Sin embargo no fue suficiente para remontar y el equipo descendió a Segunda División a falta de dos jornadas, el 28 de abril de 2012, poniendo punto final a una trayectoria de 14 años consecutivos en Primera División, que le situaron en el octavo puesto de la clasificación histórica de la categoría.

### Regreso a Segunda (2012-2014)
En junio de 2012, Antonio Mínguez anuncia que abandona la presidencia del club tras 19 años. Roberto Sánchez Martínez (Roberto Sánchez), que había venido siendo su mano derecha, ocupa su lugar. Continúan los problemas económicos al marcharse Reale y no encontrar otro patrocinador (el club vuelve a estar a punto de desaparecer de nuevo), lo que se refleja en el plano deportivo. Se apuesta principalmente por jugadores jóvenes de la zona, la mayoría de ellos sin demasiada experiencia. También se produce el retorno de Javi Matía, jugador con más partidos jugados en la historia del club. Sin embargo, la primera temporada tras el descenso, aunque las expectativas no eran muy altas, resulta un fracaso. El club comienza muy mal y tarda varias jornadas en conseguir su primera victoria. Al final, acaba en antepenúltimo lugar (12º), aunque muy lejos del descenso.

En la segunda temporada en la categoría de plata, el club encuentra patrocinador en la empresa Plásticos Romero. El club combina jugadores que estaban el año anterior con nuevos fichajes, como el del exjugador del club en la época de Polaris World, Sergio Rivero Palomero (Sergio Rivero). Esta vez sí llegan los resultados y el club termina en una meritoria quinta plaza, clasificándose para los playoff de ascenso. 

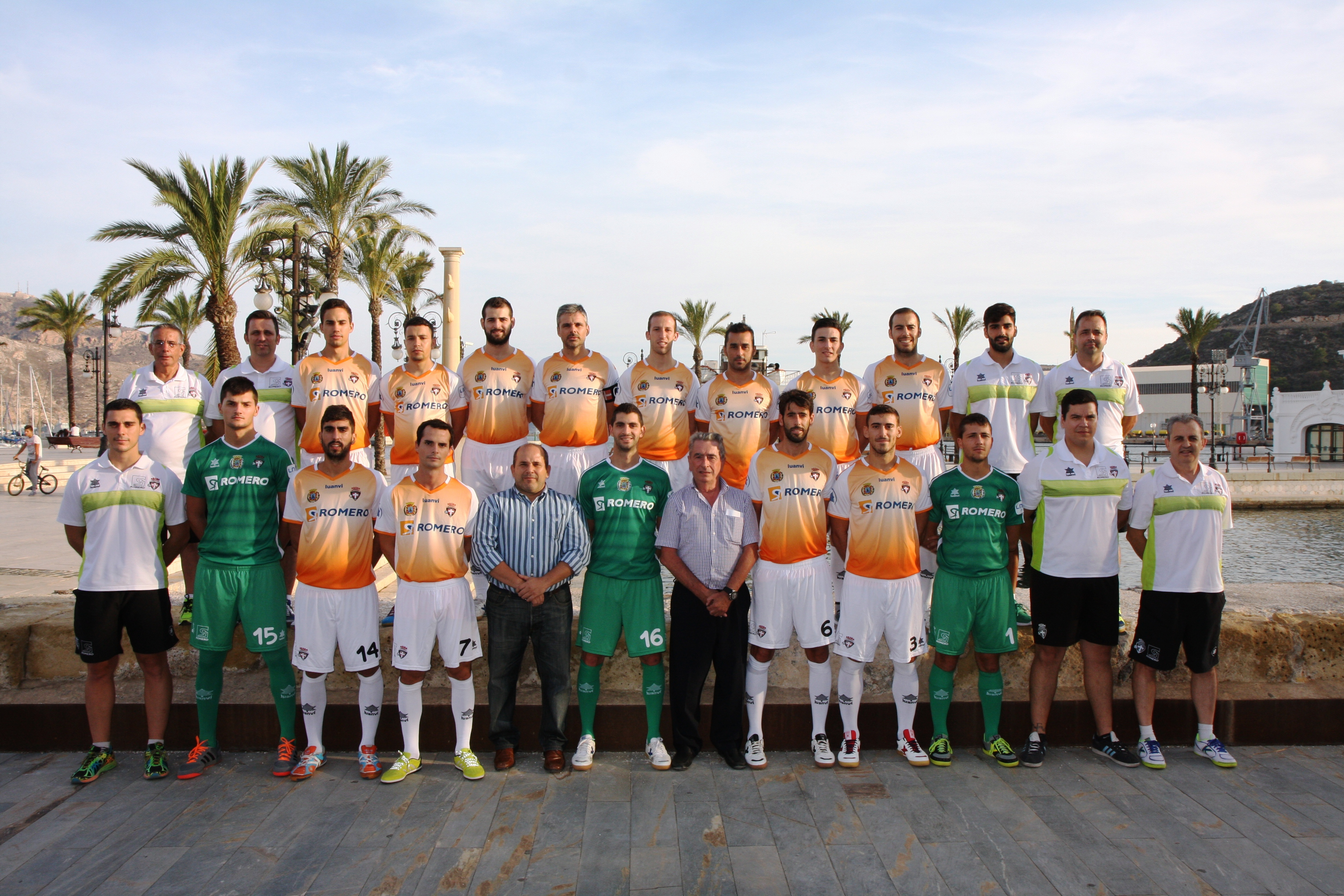
Plásticos Romero FS Cartagena Temporada 2015-2016

### Ascenso a Primera (Temporadas 2014-2015 y 2015-2016 - Exponsor Plásticos Romero.
Durante estos dos años el equipo estuvo en segunda división desde la temporada 2014 hasta la 2016, entra como Presidente, Ricardo Ibáñez Perez (antiguo jugador profesional de Fútbol Sala y ex-preparador físico del Minguez Saez y Polaris World en años anteriores del Fútbol Sala cartagenero. En la temporada 2015/2016 el equipo logró colocarse en segunda posición y de esta manera ascender a la Liga Nacional de Fútbol Sala, en la última jornada el Plásticos Romero Cartagena 
ganó 6-3 ante el Melilla, después de ir perdiendo 1-3 al descanso, y necesitaba la victoria de El Pozo Ciudad de Murcia frente al Hércules San Vicente de Alicante para poder asegurarse la segunda plaza y así el ascenso. La jornada anterior el Plásticos Romero no supo aprovechar la ocasión de asegurarse la segunda plaza tras perder 2-9 contra el Hércules San Vicente de Alicante. Pero al fin se consiguió el ansiado ascenso a la primera división.

### Temporada 2016/2017 y 2017/2018 - Exponsor Plásticos Romero
Tras el ascenso el objetivo del club era permanecer en primera división, el objetivo fue cumplido quedando en decimocuarta posición con 26 puntos.
La temporada 2017/2018 el equipo hizo una gran primera vuelta que le permitió dar la sorpresa y colarse en la Copa de España de Fútbol Sala, donde fue eliminado en Cuartos de final por Jaén FS, el equipo que acabaría ganando dicha copa. Ese mismo equipo hizo soñar por meterse en Playoffs aunque finalmente no se consiguió, ocupando la 9° posición aún solo punto de Ribera Navarra Fútbol Sala y goalaverage desfavorable, lo tuvo en sus manos en dos ocasiones pero en la penúltima jornada empató en casa 3-3 contra el Ribera  Navarra Fútbol  Sala y en la última jornada tampoco aprovechó la derrota de su rival tras perder 3-2 contra el Palma Futsal.

### Desde 2018 a la actualidad (Jimbee)
En el verano de 2018 la empresa cartagenera Jimbofresh se hizo con la propiedad del equipo y los hermanos Jiménez Bosque impulsaron un proyecto a largo plazo que desde el principio se identificó con unos valores que se mantienen a día de hoy: trabajo, profesionalidad, esfuerzo, unión y pasión por la ciudad. Sin renunciar a nada en el aspecto deportivo, el atractivo proyecto cartagenero ha crecido temporada a temporada. Así consiguió incorporar a estrellas de talla mundial, bajo la batuta de André en los banquillos al que sustituyó el carismático Eduardo Sao Thiago Lentz "Duda” en octubre de 2019.

En la temporada 2020-2021, Jimbee Cartagena se proclamó campeón de la primera vuelta por primera vez en su historia, lo que le llevó a disputar de nuevo la Copa de España de fútbol sala. El equipo cayó en semifinales frente a Movistar Inter, pero ese torneo siempre será recordado por el gol de Andresito en cuartos de final a falta de seis décimas para el final.
Por último, es obligatorio mencionar el cambio de escenario desde la antigua “bombonera” (como se conocía el Pabellón Wssell de Guimbarda) hasta la nueva casa del club, el moderno Palacio de Deportes de Cartagena; que de la mano de los hermanos Jiménez Bosque, se ha convertido en referente nacional y escenario habitual de las televisiones para la retransmisión de los partidos. En octubre de 2017 se jugó el primer partido, con un derbi ante ElPozo Murcia, y con tablas en el marcador (3-3) y ahora vibra con las victorias de Jimbee FS. ¡Seguro que le esperan grandes momentos por vivir!
En las temporadas 2023/24 y 2024/2025 llegan los títulos, el primero en enero de 2024 con la consecución de la Supercopa de España de fútbol sala con sede en el Olivo Arena de Jaén (días 6 y 7) ganando en semifinales a Palma Futsal por 2 goles a 4 y derrotando en la final al Fútbol Club Barcelona (fútbol sala) por 1 gol a 2.
En Junio de este mismo año llega el título de la Primera División de fútbol sala eliminando en los playoffs 1/4 de final a Inter Fútbol Sala, en semifinales al Fútbol Club Barcelona (fútbol sala) y ganando en la final a ElPozo Murcia
En enero de 2025 (días 18 y 19) se celebraba en el Palacio de Deportes de Cartagena, Cartagena (España) XXXV edición de la Supercopa de España de fútbol sala en la que los anfitriones derrotaban en semifinales al Fútbol Club Barcelona (fútbol sala) por 4 goles a 3 y ganaban en la final al Real Betis Futsal por 3 goles a 1, consiguiendo su segunda Supercopa de España de fútbol sala y de manera consecutiva en apenas un año y  pocos días.
En su primera participación en la Liga de Campeones de la UEFA de fútbol sala supera la Main Round frente al Rekord Bielsko-Biała (futsal), MFC HIT Kyiv y el anfitrión Royal Sporting Club Anderlecht (futsal) sumando 5 puntos y un + 3 en la diferencia de goles.
La Ronda Élite tiene como sede el Palacio de Deportes de Cartagena y los rivales FK Rīga, Meta Catania, United Galați junto al anfitrión que se clasifica para la Final Four de forma brillante que se disputaría en Le Mans, Francia. Se consigue la medalla de bronce en el partido por el 3° y 4° puesto en su primera participación.
Tras quedar 5° en liga regular se clasifica para disputar los Playoffs por el título de liga y  se mide en 1/4 de Final a Inter Movistar 4° y gana la eliminatoria por 1-2, en semifinales se enfrenta a ElPozo Murcia con ventaja de campo a favor y supera la eliminatoria por 2-1 clasificándose para la gran final frente al Fútbol Club Barcelona (fútbol sala) y consigue alzarse campeón por el cómputo de 1-3. Segundo título de liga de forma consecutiva para las vitrinas del conjunto melonero de Cartagena.

## Plantilla (2025/26)
(Actualizado a 6 de Agosto de 2025)

## Cuerpo Técnico (2024/2025)
- Entrenador:  Duda
- 2º Entrenador y preparador de porteros:  Rafa Fernández
- Preparador físico:  Darío
- Delegado:  Chopos
- Auxiliar del club:    Chipi
- Fisioterapeuta:  Fran

## Estadísticas

### Máximos goleadores en División de Honor/liga de Primera División (actualizado a día 07/07/2025)[2]
| Pos. | Jugador                       | Goles | Temporadas                    |
| ---- | ----------------------------- | ----- | ----------------------------- |
| 1    | Javi Matía                    | 170   | 16 (12 en D.Honor/1°División) |
| 2    | Manoel Tobias                 | 103   | 5                             |
| 3    | Gabriel Motta                 | 70    | 4                             |
| 4    | Juanpi                        | 69    | 7                             |
| 5    | Waltinho                      | 68    | 4                             |
| 6    | Lenísio                       | 64    | 2                             |
| 7    | Leandro Simi                  | 61    | 3                             |
| 8    | Lucão                         | 60    | 4                             |
| 9    | Francisco José Ruiz Fernandez | 51    | 4                             |
| 10   | Rahali                        | 51    | 6 (3 en 1° División)          |
| 11   | Mellado                       | 49    | 7                             |
| 12   | Pablo Ramírez                 | 48    | 3                             |
| 13   | Manolín                       | 47    | 4                             |
| 14   | Bebe                          | 45    | 5                             |
| 15   | Jesús Izquierdo               | 45    | 10 (9 en 1° División)         |
| 16   | Sergio Rivero                 | 44    | 8 (5 en D.Honor)              |
| 17   | Sergio Lozano                 | 41    | 2                             |
| 18   | Tiago de Bail                 | 41    | 3                             |
| 19   | Esquerdinha                   | 40    | 2                             |
| 20   | Andresito                     | 38    | 4                             |
| 21   | Jordi Sánchez Piris           | 35    | 3                             |

### Más partidos disputados en Competiciones Oficiales. División de Honor/Primera División/Segunda División/Copa De España/Copa Del Rey/Supercopa y UEFA Futsal Champions League
| Pos. | Jugador         | Partidos | Temporadas |
| ---- | --------------- | -------- | ---------- |
| 1    | Javi Matía      | 429      | 16         |
| 2    | Jesús Izquierdo | 316      | 10         |
| 3    | Mellado         | 214      | 7          |
| 4    | Raúl Jerez      | 188      | 9          |
| 5    | Sergio Rivero   | 185      | 8          |
| 6    | Rahali          | 167      | 6          |
| 7    | Juanpi          | 160      | 7          |
| 8    | Fran Fernández  | 139      | 6          |
| 9    | Chemi           | 137      | 5          |
| 10   | Manoel Tobías   | 132      | 5          |
| 11   | Cristian        | 131      | 4          |
| 12   | Gabriel Motta   | 130      | 4          |
| 13   | Waltinho        | 126      | 4          |

## Historial de Entrenadores
- Javier Aparicio (1993-1998)
- Adolfo Ruíz Díaz (1998-2001)
- Javier Aparicio (2001-2002)
- Danilo Monteiro Martins (2002)
- Carlos Sánchez Muñoz (2002-2004)
- Sito Rivera (2004-2005)
- Tino Pérez (2005-2007)
- David Marín (2007-2009)
- Luis Fonseca (2009-2011)
- David Marín y Javier Aparicio (2011-2012)
- Fran Menchón (2012-2013)
- Juan Carlos Guillamón Sánchez (2013-2018)
- André Brocanelo (2018-2019)
- Duda (2019-Actualidad)

## Historial de Presidentes
- Antonio Minguez Rubio.
- Roberto Sánchez.
- Ricardo Ibáñez Pérez.
- Miguel Ángel Jimenez Bosque.